# Språkstrid
Språkstrid syftar främst på en politisk/nationell strid inom ett tvåspråkigt land om vilket språk som ska dominera, eller om språkens jämställdhet, men det kan även förekomma strider som utlöses av stavningsreformer och ändrade grammatiska regler inom ett språk.
Exempel på strider mellan språk:
- Norska språkstriden
- Finska språkstriden
- Belgiska språkstriden
- Färöiska språkstriden
- Tjeckoslovakiska språkstriden

Exempel på språkreformsstrider:
- Majonnäskriget i Danmark